# Ella, elle l'a
Singles de France Gall
Babacar
(1987) Évidemment
(1987)
Clip vidéo
[vidéo] « Ella, elle l'a », sur YouTube
Pistes de Babacar
J'irai où tu iras Évidemment
Ella, elle l'a est une chanson de France Gall. Elle est sortie en single en 24 août 1987, extraite de l'album Babacar sorti en avril de la même année. Écrite et composée par Michel Berger, la chanson est un hommage à Ella Fitzgerald, elle est aussi une chanson de protestation contre le racisme et un hymne à l'autonomisation. 
La chanson a été un succès en 1987 et 1988, ayant atteint la première place des hit-parades en Autriche et en Allemagne, en plus d'atteindre le top 10 au Danemark, en Suède et en Suisse. En France, le single a été certifié disque d'argent, atteignant la 2e place. En outre, France Gall a remporté deux Victoires de la musique lors des 3e et 4e cérémonies respectives, à la suite du succès de la chanson. Ella elle l'a a été reprise par la chanteuse Alizée en 2003 et par la chanteuse belge Kate Ryan dans une version dance en 2008.

## Genèse
La chanson est un hommage à la chanteuse de jazz Ella Fitzgerald, qu'admire Michel Berger. Berger imagine une chanson en hommage à Fitzgerald au milieu des années 1970, intitulée The First Lady of Song, mais celle-ci restera en suspens en raison de la création de Starmania, qui accapare l'auteur-compositeur. Une dizaine d'années plus tard, lorsque Berger s'attaque à la création du nouvel album de France Gall et repense à cette chanson, qu'il verrait bien sur cet opus, il la renomme Ella, elle l'a. 

## Composition
La chanson « oscille entre les rythmes cisaillés de la basse et les cuivres », dont la complexité rythmique fut un « véritable cauchemar » pour la chanteuse et les musiciens.

## Clip
Le clip de la chanson Ella, elle l’a est réalisé par Bernard Schmitt en 1987.

## Accueil commercial
En France, le titre se classe à la deuxième place du Top 50. Il a été certifié disque d'argent par le Syndicat national de l'édition phonographique. En Allemagne, le titre est resté en tête pendant quatre semaines, étant le cinquième single le plus vendu cette année-là. Il est certifié disque d'or en 1988. En Autriche et au Québec, le single se classe également à la 1re place du classement, et atteint le top 10 des classements hebdomadaires au Danemark, en Suède et en Suisse.
Il s'agit du plus grand succès musical de France Gall, qui s'est vendu à 1,5 million d'exemplaires dans le monde, dont plus de 300 000 en France.

## Classements et certifications

### Classements
| Classement (1987-1988)               | Meilleure position |
| ------------------------------------ | ------------------ |
| Allemagne de l'Ouest (Media Control) | 1                  |
| Autriche (Ö3 Austria Top 40)         | 1                  |
| Danemark (Tracklisten)               | 2                  |
| Finlande (Suomen virallinen lista)   | 15                 |
| France (SNEP)                        | 2                  |
| Israël (IBA)                         | 11                 |
| Pays-Bas (Nederlandse Top 40)        | 30                 |
| Pays-Bas (Single Top 100)            | 38                 |
| Québec (Palmarès francophone)        | 1                  |
| Suède (Sverigetopplistan)            | 4                  |
| Suisse (Schweizer Hitparade)         | 5                  |

| Classement (2012–18)                       | Meilleure position |
| ------------------------------------------ | ------------------ |
| Belgique (Flandre Back Catalogue Singles)  | 1                  |
| Belgique (Wallonie Back Catalogue Singles) | 2                  |
| France (SNEP)                              | 130                |
| France (SNEP) Ella elle l'a (Live)         | 41                 |
| France (SNEP Ventes)                       | 4                  |

| Classement (1987)                    | Position |
| ------------------------------------ | -------- |
| France (SNEP)                        | 23       |
| Classement (1988)                    | Position |
| Allemagne de l'Ouest (Media Control) | 5        |
| Autriche (Ö3 Austria Top 40)         | 19       |
| Europe (European Hot 100 Singles)    | 32       |
| Suisse (Schweizer Hitparade)         | 17       |

### Certifications
| Pays                                                             | Certification | Ventes certifiées |
| ---------------------------------------------------------------- | ------------- | ----------------- |
| Allemagne (BVMI)                                                 | Or            | 250 000*          |
| France (SNEP)                                                    | Argent        | 250 000*          |
| *Ventes selon la certification xNon précisé par la certification |               |                   |

## Discographie
- 1987 : Babacar
- 1988 : Remix par Dave Ford et Pete Waterman pour PWL, versions single[26] et maxi-single[27] pour le marché international
- 1988 : Le Tour de France 88
- 1993 : Simple je
- 1996 : France
- 2004 : Évidemment (compilation)

## Reprises

### Version de Kate Ryan
Singles de Kate Ryan
L.I.L.Y. (Like I Love You)
(2008) I Surrender
(2008)
Clip vidéo
[vidéo] « Ella, elle l'a », sur YouTube
La chanteuse belge Kate Ryan reprend Ella, elle l'a dans une version eurodance et paraît sur son troisième album Free. Cette version est sortie le 5 avril 2008. 
Cette reprise obtient le succès à travers l'Europe continentale, atteignant la 2e place aux Pays-Bas, en Pologne et en Suède, la 3e place en Hongrie et le top 10 en Allemagne, en Belgique (Flandre) et en Norvège. Ella, elle l'a est le deuxième plus grand succès international de Kate Ryan, après sa reprise de la chanson Désenchantée en 2002. La chanteuse belge la réinterprètera lors de la finale de l’Eurovision à Bâle le 17 mai 2025 devant 36000 personnes. 

### Liste de titres
| 1. | Ella elle l'a (Radio Edit) | 3:06 |
| 2. | Ella elle l'a (Extended)   | 6:07 |

| 1. | Ella elle l'a (Radio Edit) | 3:06 |
| 2. | Ella elle l'a (Extended)   | 6:08 |
| 3. | L.I.L.Y. (Radio Edit)      | 3:15 |

#### Classements et certifications
| Classement (2008–09)                    | Meilleure position |
| --------------------------------------- | ------------------ |
| Allemagne (GfK Entertainment)           | 10                 |
| Autriche (Ö3 Austria Top 40)            | 23                 |
| Belgique (Flandre Ultratop 50 Singles)  | 7                  |
| Belgique (Wallonie Ultratop 50 Singles) | 34                 |
| Bulgarie (ARC Top 40)                   | 17                 |
| Canada (Hot 100)                        | 63                 |
| Canada (CHR/Top 40)                     | 50                 |
| CEI (Tophit)                            | 20                 |
| Danemark (Tracklisten)                  | 29                 |
| Espagne (PROMUSICAE)                    | 23                 |
| États-Unis (Dance Songs/Global)         | 14                 |
| Hongrie (Rádiós Top 40)                 | 3                  |
| Norvège (VG-lista)                      | 9                  |
| Pays-Bas (Nederlandse Top 40)           | 2                  |
| Pays-Bas (Single Top 100)               | 5                  |
| Pays-Bas (Dutch Dance Top 30)           | 2                  |
| Pologne (Polish Airplay Charts)         | 2                  |
| Suède (Sverigetopplistan)               | 2                  |
| Suisse (Schweizer Hitparade)            | 50                 |
| Tchéquie (IFPI Rádio)                   | 28                 |

| Classement (2008)             | Position |
| ----------------------------- | -------- |
| Belgique (Flandre Ultratop)   | 38       |
| CEI (Tophit)                  | 76       |
| Espagne (Promusicae Ventes)   | 2        |
| Hongrie (Mahasz)              | 45       |
| Pays-Bas (Nederlandse Top 40) | 20       |
| Pays-Bas (Single Top 100)     | 22       |
| Suède (Sverigetopplistan)     | 14       |

##### Certifications
| Pays                                                                    | Certification | Ventes certifiées |
| ----------------------------------------------------------------------- | ------------- | ----------------- |
| Espagne (Promusicae)                                                    | 5 × Platine   | 200 000^          |
| Suède (GLF)                                                             | Platine       | 20 000^           |
| ^Mise en rayon selon la certification xNon précisé par la certification |               |                   |

### Autres reprises
En 1988, la chanson a été reprise en grec par Bessy Argyraki sous le titre Έλα ξανά (« Revenez à nouveau »), qui avait représenté la Grèce au Concours Eurovision de la chanson 1977.
Francis Cabrel interprète la chanson en duo avec France Gall dans Les Enfoirés au Grand Rex en 1994.
En 2002, la chanson a été reprise par Emma Daumas, Eva Chemouni, Aurélie Konaté, Nolwenn Leroy et Anne-Laure Sibon, cinq candidates de la deuxième saison du télé-crochet français Star Academy. La même année, Ella, elle l'a est reprise dans une version dance par le groupe autrichien Envoy sous le titre Ella Elle Lá. Leur version se classe à la 37e place du Ö3 Austria Top 40
Alizée en fait une reprise en public lors de l'émission Spéciale France Gall sur France 2 le 15 mars 2003. La version Star Academy figure sur l'album Star Academy chante Michel Berger.
En 2008, la chanteuse Pauline interprète la chanson lors du 14-Juillet sur le Champ de Mars à Paris.
En 2013, Jenifer en fait une reprise sur son album hommage à France Gall, Ma déclaration, sorti le 3 juin la même année.